# 凹脉马兜铃
凹脉马兜铃（学名：Aristolochia impresinervis）又名穿石藤，为马兜铃科马兜铃属的植物。分布在中国大陆的广西以及越南，生长于海拔360米的地区，见于石灰岩地区林下和灌丛中，目前尚未由人工引种栽培。

## 形态
叶片卵状披针形至窄披针形, 叶脉于叶面下凹; 花被管基部收缩成柄状, 花白色, 舌片黑色, 喉口口檐红褐色。